# Martin Dahlin
Martin Nathaniel Dahlin (Uddevalla, 16 april 1968) is een Zweedse oud-voetballer en -international die als aanvaller speelde en is anno 2006 spelersmanager. Hij begeleidde onder anderen Markus Rosenberg en Ola Toivonen.

## Biografie
Met het Zweedse nationale elftal behaalde Dahlin de halve finales van het EK 1992, dat in zijn geboorteland werd gehouden. Hij vertegenwoordigde zijn vaderland bij de Olympische Spelen in 1988.
In 1993 won Dahlin de Guldbollen, de prijs voor beste Zweedse voetballer van het jaar. Tevens behaalde hij met Zweden de derde plaats op het WK 1994, waar hij opviel door zijn aanvallende kwaliteiten en zijn goede samenspel met Tomas Brolin. Hij speelde op clubniveau onder andere in de Allsvenskan, Bundesliga, Premier League en Serie A.
Dahlin speelde in zijn jeugd bij Lunds BK voor hij de overstap maakte naar Malmö FF, waarvoor hij zijn eerste profwedstrijden speelde. Nadat hij daar voldoende indruk had gemaakt lonkte een avontuur in het buitenland. Hij maakte in 1991 dan ook de overstap naar het Duitse Borussia Mönchengladbach. In totaal zou hij 5,5 seizoen lang de groen/witte kleuren verdedigen, met een redelijke productiviteit. In de periode in Mönchengladbach werd hij kortstondig uitgeleend aan AS Roma. Uiteindelijk zou hij de overstap maken naar Blackburn Rovers, waar hij in één seizoen 26 wedstrijden (waarvan 13 als invaller) speelde en vier keer wist te scoren. Hij sloot zijn loopbaan af na een periode bij Hamburger SV waar hij nauwelijks aan spelen toekwam vanwege een hardnekkige rugblessure.
Door zijn gemengde afkomst, Dahlins vader is Venezolaans, zijn moeder Zweeds, heeft hij een bepaalde gelijkenis met de gewezen American football-ster en vermeend moordenaar, O.J. Simpson. Dit leverde hem op het WK '94, dat gespeeld werd in de Verenigde Staten, de bijnaam O.J. op. Vanwege zijn lichtgetinte huid was hij tevens een opvallende verschijning in het Zweedse team dat voornamelijk uit blonde blanke voetballers bestond.
Nadat hij op dertigjarige leeftijd vanwege een rugblessure stopte als profvoetballer werd hij spelersmanager. Ook verleende hij zijn naam aan een kledingmerk. Gedurende een deel van zijn voetbalcarrière had hij een relatie met model en popster Hanna Graf, die onder andere een popduo vormde met Magdalena Hedman, de vrouw van Dahlins voormalige ploeggenoot Magnus Hedman.

## Statistieken
| seizoen    | club                     | land      | competitie     | duels | goals |
| ---------- | ------------------------ | --------- | -------------- | ----- | ----- |
| 1987/91    | Malmö FF                 | Zweden    | Allsvenskan    | 87    | 45    |
| 1991/92    | Borussia Mönchengladbach | Duitsland | 1. Bundesliga  | 12    | 2     |
| 1992/93    | Borussia Mönchengladbach | Duitsland | 1. Bundesliga  | 20    | 10    |
| 1993/94    | Borussia Mönchengladbach | Duitsland | 1. Bundesliga  | 27    | 12    |
| 1994/95    | Borussia Mönchengladbach | Duitsland | 1. Bundesliga  | 24    | 11    |
| 1995/96    | Borussia Mönchengladbach | Duitsland | 1. Bundesliga  | 23    | 15    |
| 1996/97    | AS Roma                  | Italië    | Serie A        | 3     | 0     |
| 1996/97    | Borussia Mönchengladbach | Duitsland | 1. Bundesliga  | 19    | 10    |
| 1996/97    | Blackburn Rovers         | Engeland  | Premier League | 26    | 4     |
| 1998/99    | Hamburger SV             | Duitsland | 1. Bundesliga  | 8     | 0     |
| Totaal     | Totaal                   |           |                | 249   | 109   |
| Interlands | Interlands               |           |                | 60    | 29    |

## Erelijst
- Derde plaats op WK 1994 met het Zweeds voetbalelftal
- Verkozen tot Zweeds voetballer van het jaar 1993 door de krant Aftonbladet
- Zweeds kampioen in 1988 met Malmö FF
- Winnaar Svenska Cupen in 1989 met Malmö FF
- Winnaar DFB Pokal in 1995 met Borussia Mönchengladbach